# Acropimpla didyma
Acropimpla didyma är en stekelart som först beskrevs av Johann Ludwig Christian Gravenhorst 1829.  Acropimpla didyma ingår i släktet Acropimpla och familjen brokparasitsteklar. Arten är reproducerande i Sverige. Inga underarter finns listade i Catalogue of Life.